# 2100
Rok 2100 (MMC) gregoriánského kalendáře začne v pátek 1. ledna a skončí v pátek 31. prosince. Půjde o poslední rok spadající do 21. století. O podobě světa v tomto roce se vyskytují zmínky v různých médiích. Ve veřejném prostoru se spekuluje[kdo?] o tom, že půjde o "rok hrůzy", či o tom, že v tomto roce svět zcela zanikne. Mluví se[kdo?] i o významném poklesu světové populace, který bude v tomto roce v porovnání se současností[kdy?] patrný, nebo o klimatické změně a s ní související zvedající se hladinou moří.